# Френк Спотніц
Френк Спотніц (англ. Frank Spotnitz, нар. 17 листопада 1960) — американський телевізійний сценарист і виконавчий продюсер. Головний виконавчий директор Big Light Productions, лондонської та паризької телевізійної компанії.

## Біографія
Френк Спотніц народився 17 листопада 1960 року в таборі Зама Армії США, що базується в Японії. Наполовину єврей. Закінчив Каліфорнійський університет у Лос-Анджелесі, зі ступенем бакалавра з англійської літератури, а також консерваторію Американського інституту кіномистецтва, як магістр образотворчих мистецтв сценаристів.

## Фільмографія
| Рік       | Українська назва             | Роль     | Роль      | Роль                |
| Рік       | Українська назва             | Шоуранер | Сценарист | Виконавчий продюсер |
| --------- | ---------------------------- | -------- | --------- | ------------------- |
| 1996-2002 | Цілком таємно                | Ні       | Так       | Так                 |
| 2008      | Цілком таємно: Я хочу вірити | Ні       | Так       | Так                 |
| 2014      | Перевізник                   | Ні       | Так       | Ні                  |
| 2015-2019 | Людина у високому замку      | Так      | Так       | Так                 |